# Camissonia bolanderi
Camissonia bolanderi är en dunörtsväxtart som beskrevs av N.Duane Atwood och S.L.Welsh. Camissonia bolanderi ingår i släktet Camissonia och familjen dunörtsväxter. Inga underarter finns listade i Catalogue of Life.